# (474019) 2016 GH28
(474019) 2016 GH28 es un asteroide perteneciente al cinturón de asteroides, descubierto el 11 de marzo de 2005 por el equipo del Mount Lemmon Survey desde el Observatorio del Monte Lemmon, Arizona, Estados Unidos.

## Designación y nombre
Designado provisionalmente como 2016 GH28.

## Características orbitales
2016 GH28 está situado a una distancia media del Sol de 2,381 ua, pudiendo alejarse hasta 2,893 ua y acercarse hasta 1,869 ua. Su excentricidad es 0,214 y la inclinación orbital 2,753 grados. Emplea 1342 días en completar una órbita alrededor del Sol.

## Características físicas
La magnitud absoluta de 2016 GH28 es 18,206.